# Phycus gracilis
Phycus gracilis är en tvåvingeart som beskrevs av Lyneborg 1978. Phycus gracilis ingår i släktet Phycus och familjen stilettflugor. Inga underarter finns listade i Catalogue of Life.